# Five & Six International
Five & Six International (auch FivenSix, 5&6, vollständig: Five&Six International Co. Ltd (Korea)) ist eine südkoreanische Rundfunk- und Medienproduktionsfirma im Bereich Karambolagebillard.

## Geschichte
Five & Six ging im August 2020 aus dem in Seoul ansässigen Billard-Streamingportal  Kozoom International (gegründet Juni 2008) hervor, einer Tochterfirma des französischen Internet-TV-Senders Kozoom. Die Leitung des Senders wurde erneut vom Dreibandspieler und -trainer William Oh übernommen.
Am 11. Dezember 2020 verkündete der Karambolageweltverband Union Mondiale de Billard (UMB), dass Kozoom International fortan Five&Six International Co. Ltd heißt und alle Senderechte der von der UMB ausgerichteten Turniere weltweit wahrnimmt.
Five&Six richtet aber auch eigene Turniere, wie den World 3-Cushion Grand Prix, der zu den höchstdotierten Turnieren (gesamt 300.000 US-$) in dieser Disziplin zählt.

## Geschäftsbereiche
- Medien: Weltweite Übertragungsrechte der UMB, Übertragungsrechte in Zusammenarbeit mit MBC Sports+ (südkoreanisches Pay-TV-Netzwerk) und der PBA
- Commerce Business: Sponsor von Top-Billardspielern, Zusammenarbeit/Vertrieb mit Cue-Hersteller Molinari und Tischhersteller Gabriels-Billards in Südkorea
- Franchise Business: Erwerb/Bau/Leitung von mindestens 15 Billardclubs in Südkorea, Vertrieb der eigenen Billardausrüster-Marke „Five&Six“
- CueSco-Anzeigesystem: Herstellung und Vertrieb des führenden Billard-Score-Systems
- CueSco-Turnierdokumentation: Webseite die Live alle UMB-Turniere dokumentiert (Spieler, Ergebnisse, Rankings etc.); im Auftrag und Zusammenarbeit mit der UMB

## Zusammenarbeit und Streaming
- MBC Sports+ (Südkorea)
- Betrieb eines YouTube-Live-Kanals
- Eurosport
- Billiards TV
- AfreecaTV (Südkorea)
- KBSN Sports (USA)
- CUEUNY (Korea)
- TRT Spor (Türkei)
- SBS Sports (Südkorea)
- Porto Canal (Portugal)
- HTV (Ho Chi Minh City Television, Vietnam)
- JTBC (Südkorea)
- Sporza (Belgien)
- Ziggo Sport Totaal (Niederlande)[1]